# Centre de recherche forestière internationale
Pour les articles homonymes, voir Cifor.
 (mai 2019).
Le Centre de recherche forestière internationale (Center for International Forestry Research ou CIFOR) se définit commet un centre mondial consacré à l'avancement du bien-être humain, la conservation de l'environnement et l'équité. CIFOR mène des recherches qui informent la prise de décisions sur l'utilisation et la gestion des forêts dans les pays en voie de développement.

## Partenariats
CIFOR occupe une niche dans le vaste univers des organisations impliquées dans la recherche forestière. Pour avoir un impact signifiant l'organisation a établi et maintenu des relations stratégiques avec de nombreux partenaires aux niveaux international, national et régional. Trois de ces partenariats ont une importance particulière :
Groupe consultatif pour la recherche agricole internationale (Consultative Group on International Agricultural Research, CGIAR)
Faire partie du système du CGIAR confère de nombreux avantages : l’accès à ses réseaux mondiaux ; des partenariats avec d'autres centres de recherche ; l'accès à une gamme de services, et bien plus. En outre, une partie importante du financement de CIFOR provient des membres du CGIAR.
Gouvernement de l'Indonésie
La relation entre CIFOR et l’Indonésie, son pays d'accueil, est fortifiée par le fait que CIFOR est un organisme de recherche international ayant pour mandat de générer des biens publics mondiaux, tout en soutenant l’Indonésie dans son programme de recherche sur la politique forestière du pays. CIFOR travaille en proche collaboration avec le ministère indonésien de la foresterie, en particulier avec l’Agence de Recherche Forestière et de Développement (Forestry Research and Development Agency ou FORDA), pour identifier les domaines de collaboration possible pour la recherche et dissémination. En outre CIFOR travaille également avec d'autres institutions de recherche aux niveaux national et local, tels que l'Institut indonésien des sciences (LIPI), l’Université agricole de Bogor (IPB) et l'Agence national de l'énergie nucléaire (BATAN).
Pour assurer que les forêts soient prioritaires sur l'agenda politique national et qu’elles fassent une partie intégrante des plans nationaux de développement, CIFOR s’est aussi activement engagé dans des consultations avec les autres ministères tels que le ministère des Finances, l'Agence de développement de la planification nationale (Bappenas), le ministère coordinateur coordination de l'Économie, et le ministère de la Recherche et de la technologie, et fournit également au bureau présidentiel chargé du développement de la politique liée aux forêts, au changement climatique, et au programme REDD (Réduction des émissions à partir de (éviter) la déforestation et la dégradation des forêts) l’information basée sur la recherche.
Partenariat collaboratif sur les forêts (Collaborative Partnership on Forests, CPF)
CIFOR est membre du PCF, un partenariat volontaire entre 14 organisations internationales et secrétariats ayant des programmes importants sur les forêts. La mission du PCF est d’encourager le développement de la gestion, la conservation et la durabilité de tous types de forêts et de renforcer à long terme l'engagement politique à cette fin.

## Programme de recherche du Consortium sur les forêts, les arbres et l’Agroforesterie
CIFOR est le centre coordinateur du programme de recherche sur la foret, les arbres et l’agroforesterie pour le consortium du CGIAR (aussi connu sous le nom de CRP6). Cette initiative réunit quatre centres qui se spécialisent dans leurs sujets respectifs : le Centre International de Recherche sur l’Agroforesterie (ICRAF), CIFOR, le Centre International pour l’Agriculture Tropicale (CIAT) et Biodiversité Internationale. Ce programme réunit les experts du CGIAR, et s’associe avec des organismes de recherche et de développement liés aux questions de l’arbre, la forêt et l’agroforesterie à travers le monde.
Dans le programme de recherche du consortium, l'axe de la recherche est organisé en cinq composantes avec l'objectif clair d'améliorer la gestion et l'utilisation des forêts, l'agroforesterie et les ressources génétiques forestières, à travers le paysage de la forêt jusqu’aux fermes.